# Spanyol szókincs

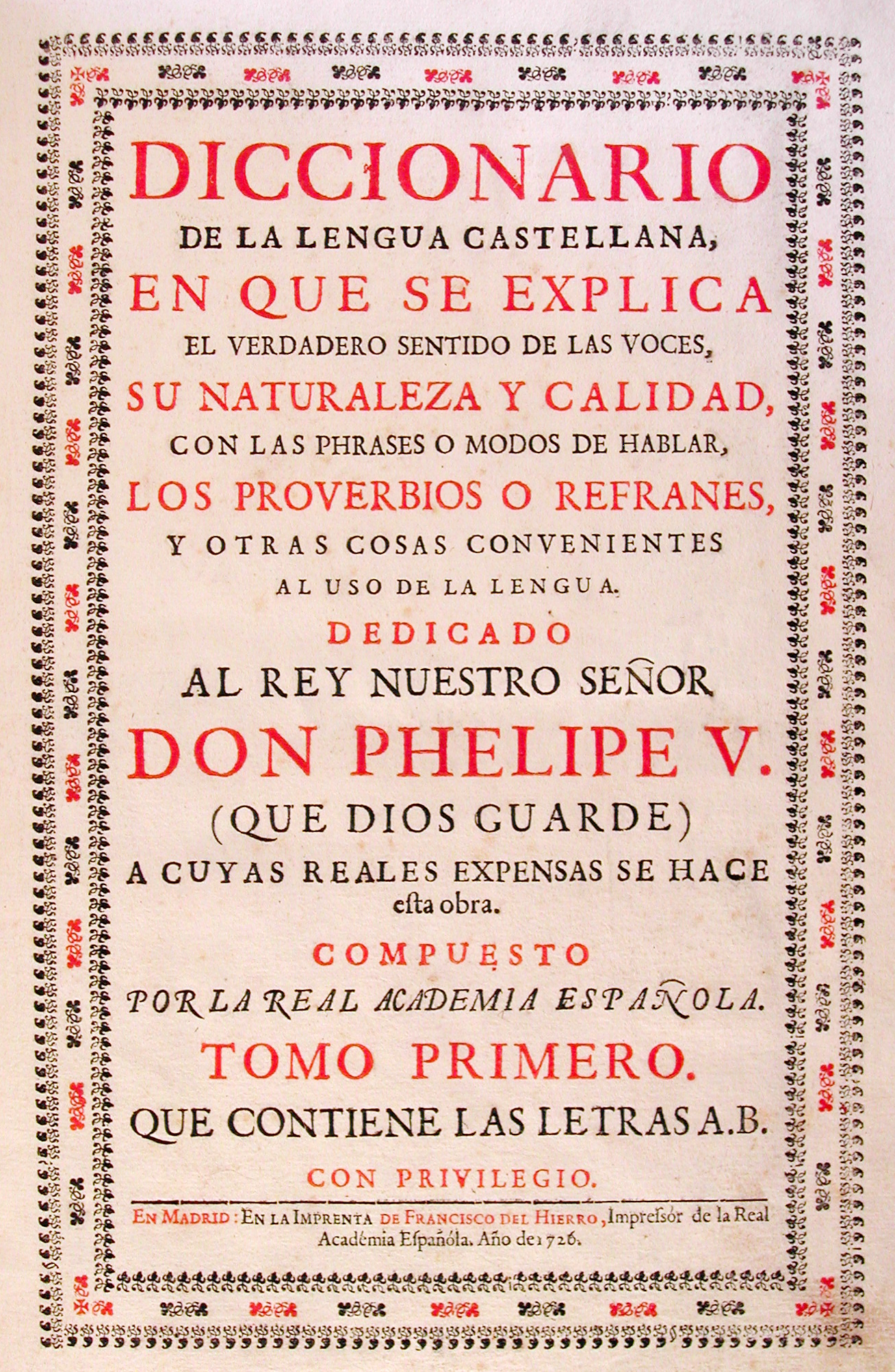
A röviden Diccionario de Autoridades (írói értelmező szótár) néven ismert hatkötetes mű (1726–1739) az első és eddigi legterjedelmesebb spanyol akadémiai értelmező szótár

A spanyol nyelv szókincse, mint minden természetes nyelv esetében, jól tükrözi a beszélő nép történelmét, kultúráját és szokásait. A hispaniai őslakosság jószerivel megfejtetlen nyelveiből a rómaiak letelepedésekor viszonylag csekély számú szó honosodott meg (szubsztrátum), a használt szókincs tekintetében elhanyagolható. A latin nyelv – annak is Hispania északi középső területén (a mai Kantábria és Baszkföld által határolt részen) beszélt népi változata – természetes folytatásáról lévén szó, a spanyol szókincs túlnyomó részét, mintegy 90%-át latin – illetve már a latinban is jelen lévő görög és más nyelvekből átvett – elemek alkotják (lásd a vonatkozó részt). A Római Birodalmat szétziláló germán törzsek behatolásának eredményeként, főleg a nyugati gótok közvetítésével számos germán jövevényszó is bekerült (szupersztrátum), majd a középkori mór megszállás jelentős számú arab jövevényszóval gazdagította a spanyolt. Az Újvilág felfedezésével az amerikai kontinens őslakos nyelveiből indián eredetű szavak is meghonosodtak az addig ismeretlen dolgok megnevezésére, közülük néhányan a spanyol közvetítésével nemzetközi szavakká váltak. Természetesen számolni kell a reneszánsz kori francia és olasz, valamint az újkori átvételekkel is, amelyek minden nyelvre jellemzőek. E szócikkben ismertetjük a spanyol szókincs helyét és jellemzőit az újlatin nyelvek között, nyelvtörténeti rétegződését, valamint eredete és keletkezésének módja szerinti összetételét.

## A spanyol szókincs sajátosságai
A spanyol szókincs a többi újlatin nyelv szókincsével összehasonlítva két fő tulajdonsággal jellemezhető. Egyfelől Hispania volt a Római Birodalom egyik legszélső területe, amely kevésbé volt kitéve a változásoknak; ennek eredményeképpen a spanyol szókincs viszonylag konzervatív, és máig őriz olyan szavakat, amelyek helyét az újlatin nyelvek többségében újabb keletű vagy népiesebb alakok vették át (ebben az értelemben a román nyelvvel mutat egyezéseket): pl. hermoso (< lat. FORMOSUS, vö. olasz bello és francia beau, de román frumos) ’szép’, mesa (< MENSA, vö. ol. tavola, fr. table, de rom. masă) ’asztal’, más (< MAGIS, vö. ol. più, fr. plus, de rom. mai) ’inkább’, entonces (< IN TUMCE, vö. ol. allora, fr. alors, viszont rom. atunci) ’akkor’, hervir (< FERVERE, vö. ol. bollire, fr. bouillir, de rom. a fierbe) ’forral’, yegua (< EQUA, vö. ol. cavalla, fr. jument, de rom. iapă) ’kanca’, comer (< COMEDERE, vö. ol. mangiare, fr. manger és rom. a mânca) ’eszik’, pedir (< PETERE, vö. ol. domandare, fr. demander) ’kér(elmez)’), miedo (< METUS, vö. ol. paura, fr. peur, rom. teamă) ’félelem’ stb., vagy például az archaikus cuyo -a, -os, -as (< CUIUS) ’aminek/akinek a…’ birtokos vonatkozó névmás, amelyet a többi újlatin nyelvben már analitikus szerkezettel (birtokos elöljáró + ’aki’) fejeznek ki. Másrészt, a mórok több száz éves uralmának köszönhetően a spanyolban van a legtöbb arab jövevényszó; jóllehet, az alapszókincsben mindössze apró töredéküket használják csak (lásd a későbbiekben).

## A szókincs történelmi eredete szerint
A spanyol szókincset történelmi eredete szerint három alapvető rétegre lehet bontani:
- római kor előtti („preromán”) időkből származó szavak (→szubsztrátum);
- római kori latin („örökölt” vagy „honi”) szókincs (az alapvető szókincs);
- római kor utáni átvételek, jövevényszavak (→szupersztrátum)

### Római kor előtti (preromán) szókincs
A római hódítók érkezése (i. e. 3. század) előtti időkben az Ibériai-félszigetet számos primitív civilizáció (ibérek, kelták, baszkok stb.) lakta, akik a föníciaiakkal, karthágóiakkal, illetve a görögökkel álltak kereskedelmi kapcsolatban. Az ibériai őslakosság nyelveiről nem sokat tudni. A terület nyelvtörténetileg két részre osztható: a keleti felén, a Földközi-tenger partjai mentén (a görög kivételével), valamint északon az Ebro völgyének északi felén, illetve délen a Guadalquivir völgyében, továbbá a Baleár-szigeteken nem indoeurópai (ibér, baszk, tartesszoszi vagy turdetán), a félsziget többi részén pedig indoeurópai, főként kelta dialektusokat beszéltek. A nem indoeurópai paleohispán nyelvek közül legjobban az ibér dokumentált: agglutináló nyelv volt, amely sok vonásában hasonlóságot mutatott a baszkkal. Az indoeurópai preromán nyelvek közül a keltibérről és a luzitánról tudunk valamennyit, ám korántsem annyit, hogy mélyebb nyelvészeti következtetéseket lehessen levonni belőle. A keltibérek ősi kelta nyelvet beszéltek, amelyet néhány feliratból ismerünk. A luzitán nyelv besorolása bizonytalan, de biztosan indoeurópai; egyesek (pl. Untermann, 1987) szintén ősi kelta nyelvnek tekintették, ám problémát okoz, hogy a kelta nyelvekkel ellentétben megőrizte az indoeurópai p- hangot. Mindazonáltal ezekből, tehát a paleohispániai szubsztrátumot alkotó nyelvekből, a helységneveken kívül csak kevés szó származik a spanyolban, többnyire kelta vagy baszk eredetűek. Idetartoznak – többek között – jellemzően a -rro végű főnevek: pl. barro (’agyag’), becerro (’borjú’), zorro (’róka’), illetve a baszk eredetű izquierda (’bal’) stb. Ezen kívül számos spanyol vezetéknév baszk eredetű, pl. az egyik leggyakoribb, a García.

### Örökölt latin (honi) szókincs
A spanyol nyelv tulajdonképpeni történelme a Római Birodalomban, közelebbről a birodalom Hispania tartományában beszélt vulgáris latinnal kezdődik, amelyet a római hódítók vittek a félszigetre. A romanizálódás folyamata, vagyis a latin nyelv és kultúra felvétele hamar megindult és viszonylag gyorsan lezajlott, annak ellenére, hogy a félsziget teljes területének meghódítása közel 200 évbe telt a rómaiaknak a „barbár törzsek” (így hívták a baszkokat és az ibéreket) folytonos lázadásai miatt. Mivel a spanyol gyakorlatilag a latin modern folytatása, nem meglepő, hogy innen származik az alapszókincs legnagyobb része, amely a mindennapi életben használt szavak több mint 95%-a (lásd a vonatkozó részt).
A honi szókincset alkotó szavak jellemzője, hogy – a kultizmusokkal szemben – a nép ajkán kisebb-nagyobb mértékben átalakultak, vagyis követték a hangtani fejlődési törvényszerűségeket. Ennek eredményeképpen bizonyos szavak mai alakjáról a laikusok számára nehezen állapítható meg csupán ránézésre, hogy mely latin szavakból származnak, mint például hembra (< FEMINA) ’nőstény’ vagy hijo (< FILIO) ’fia’; ugyanakkor bizonyos hangalakokat kevésbé érintettek a változások, így szinte változatlan formában élnek tovább ma is: pl. arena (< ARENA) ’homok’, beber (< BIBERE) ’iszik’, cantar (< CANTARE) ’énekel’ stb.

### Római kor utáni szókincs
A Római Birodalom bukását (5. század) követően a latin hatása lassan gyengülni kezdett. A germán (nyugati gót) megszállással a katonáskodással, a harccal és a fegyverekkel kapcsolatos szavak kerültek a nyelvbe, amelyek a germán szupersztrátumot (vagyis a latinra rárakódó réteget) alkotják, mint pl. maga a guerra (’háború’) szó, és ennek származékai, illetve jelentős számú germán személynév. Az ezt követő, a 8. századtól kezdődő több száz éves (a legtovább Granadában, 1492-ig tartó) arab (mór) uralom erős hatást gyakorolt a hispániai latinra, aminek következtében kialakul a mozarab nyelv (arabbal kevert vulgáris latin, egy meglehetősen konzervatív újlatin nyelv), jelentős számú (a DRAE mintegy 1400 alakot jegyez) arab jövevényszóval gazdagítva a spanyol szókincset az élet minden területéről. Az arab hatás annyira erős volt, hogy még a viszonyszók között is nyomot hagyott (innen származik pl. az hasta ’-ig; sőt, még’ elöljáró és határozószó, amely valószínűleg az arab hattá, ’még’ és a latin ad ista, ’eddig’ szavak keresztezése, valamint számos al- kezdetű szó, az arab al- névelő maradványaként, mint pl. aldea, ’falu’, alfombra, ’szőnyeg’, almacén, ’raktár’, algodón, ’gyapot’ ).
Nem szabad szem elől téveszteni a spanyol nyelv újvilági elterjedését sem, amely számos indián elemmel gazdagította a nyelvet, amelyek között több nemzetközi szó is akad, mint például a chocolate (’csokoládé’), a cacao (’kakaó’), az huracán (’orkán, hurrikán’) stb. Ezen kívül természetesen – mint az európai nyelvek általában – a reneszánsz korban a spanyol is sok szót átvett a franciából és az olaszból (főleg a művészetekkel és a divattal kapcsolatban), valamint a technikai fejlődés révén újabban az angol nyelvből is.
Érdekességként megemlítendő még, hogy az egyetlen, mindennapos használatú magyar jövevényszó a spanyolban a coche (< kocsi), jóllehet, használnak rá más szavakat is, mint pl. automóvil (biz. auto), carro.

### Duplikátumok
Több olyan szó van a spanyolban, amelynek létezik egy, a népi latinból megörökölt, valamint egy utólagosan közvetlenül a latinból átvett, vagy a művelt nyelvhasználat hatására megőrződött „művelt” alakja, eltérő, vagy hasonló, de átvitt értelmű jelentéssel. Ezeket a szavakat a spanyol szakirodalom dobletesnek, azaz duplikátumoknak nevezi (lásd még: szóhasadás). Néhány példa az alábbi táblázatban szerepel.
| Örökölt alak | Jelentés                                 | Átvett alak | Jelentés                          | Latin alak  |
| ------------ | ---------------------------------------- | ----------- | --------------------------------- | ----------- |
| ancho        | ’széles’                                 | amplio      | ’széles, bő, tág’ (átvitt)        | < AMPLIUS   |
| cadera       | ’derék’ (testrész)                       | cátedra     | ’tanszék’                         | < CATHEDRA  |
| cosa         | ’dolog’                                  | causa       | ’ok’                              | < CAUSA     |
| dedo         | ’ujj’                                    | dígito      | ’számjegy’                        | < DIGITUS   |
| derecho      | ’jobb [oldal]’; ’jog’                    | directo     | ’egyenes, közvetlen’              | < DIRECTUS  |
| estrecho     | ’szoros’ (főnévként is), ’keskeny, szűk’ | estricto    | ’szűk, szoros, szigorú’ (átvitt)  | < STRICTUS  |
| habla        | ’beszéd’                                 | fábula      | ’mese’                            | < FABULA    |
| llave        | ’kulcs’                                  | clave       | ’kulcs’ (átvitt, pl. a megoldásé) | < CLAVIS    |
| llegar       | ’megérkezik’                             | aplicar     | ’alkalmaz [vmit vmire]’           | < APPLICARE |
| pesar        | ’nyom, súlya van’                        | pensar      | ’gondol(kodik)’                   | < PENSARE   |

Néhány szónak ezen kívül van még egy harmadik, köztes alakja is, amely szintén más jelentésben honosodott meg: pl. lat. INTEGRARE, ’régi állapotába visszatesz; föléleszt’ > enterar, ’értesít, tudat’; továbbá entregar, ’átad’ és integrar, ’egyesít’; vagy pl. QUIETARE, ’lecsendesít, nyugalmat ad’ > quedar, ’marad’; továbbá quitar, ’elvesz, levesz, megvon’, illetve (a)quietar, ’megnyugtat’.

## Az átvétel módja szerint
A meghonosodás módja szerint megkülönböztetünk:
- örökölt (honi) szókincset,
- jövevényszavakat, valamint
- belső keletkezésű szavakat.

### A honi szókincs
Honi szókincs (vocabulario patrimonial) alatt a helyi vulgáris latinból a beszéd útján örökölt szókincset, valamint néhány, az őslakosság nyelveiből származó szót értünk (ezek száma elhanyagolható). Természetesen ez alkotja a szókincs alaprétegét, amelyben teljesen végbementek a spanyolra jellemző hangtani átalakulások. Amennyiben a belső keletkezésű szavakat nem számítjuk, úgy a spanyol alapszókincs 23%-át teszi ki ez a réteg, azonban ehhez meglehetősen magas, 81%-os használati gyakoriság tartozik.

### Jövevényszavak
A jövevényszavak vagy kölcsönszavak (préstamos) azok a szavak, amelyek később, már a nyelv kialakulása után közvetlen átvétellel honosodtak meg, főként a latinból mint a művelt rétegek irodalmi nyelvéből, illetve más nyelvekből. Idetartoznak a kultizmusok, „félkultizmusok”, a tudományos szavak, valamint az idegen szavak. A jövevényszavak 41%-át alkotják az alapszókincsnek; közülük a legjelentősebb réteg természetesen a közvetlenül átvett latin szavakból áll, amelyek a jövevényszavak 80%-át teszik ki. A jövevényszavak használati aránya azonban mindössze 10%-os az alapszókincsre nézve.

### Belső keletkezésű szavak
A belső keletkezésű szavak (palabras creadas) a szókincs azon rétegét alkotják, amelyek a meglévő alapszavakból, szótövekből szóképzés útján jöttek létre. Idetartoznak az összetett szavak, az elő- és utóképzőkkel alkotott szavak, valamint az egyéb származékszavak, amelyek egy régebbi tőből levezethetőek. Az alapszókincs 35%-át alkotják, amelyhez 8%-os használati arány tartozik.

## A szókincs eredet szerinti összetétele
A spanyol szókincs eredet szerinti összetételét nehéz pontosan meghatározni, és több problémát is felvet. Egyrészt függ attól, hogy milyen területi, illetve társadalmi réteg szerinti referenciaszókincset – ún. corpust – vizsgálunk (például a latin-amerikai nyelvváltozatok szókincse természetszerűleg jóval több indián vagy akár angol eredetű, de jóval kevesebb arab jövevényszót tartalmazhat, mint a spanyolországi szókincs), másrészt a szókincshez használati gyakoriság is társul. Ennek szemléltetésére, például az arab jövevényszavak száma több mint ezerre tehető, de a gyakorlat azt mutatja, hogy a mindennapi életben, érintkezésben használt szókincsben – vagyis az aktív alapszókincsben – a számuk elenyésző, értékben kifejezve ~1% (vö. a legalapvetőbb szavakból álló Swadesh-lista egyetlen arab jövevényszót nem tartalmaz). Az alábbi táblázatokban hozzávetőleges adatok szerepelnek a spanyol szókincs eredet szerinti összetételére vonatkozóan.

### Statisztikai táblázatok
Az alapszókincs összetétele és használati gyakorisága eredet szerint
| Réteg                                                             | Arány | Használat |
| ----------------------------------------------------------------- | ----- | --------- |
| Örökölt latin (honi) szókincs                                     | 23%   | 81%       |
| Jövevényszavak és kultizmusok (részletezve az alábbi táblázatban) | 41%   | 10%       |
| Belső keletkezésű szavak                                          | 35%   | 8%        |

A jövevényszavak megoszlása eredet szerint
| Eredet  | Aránya a jövevényszavak között | Aránya a teljes alapszókincsre vetítve |
| ------- | ------------------------------ | -------------------------------------- |
| latin   | 80%                            | 33%                                    |
| újlatin | 11%                            | 4,51%                                  |
| görög   | 5%                             | 2,05%                                  |
| arab    | 2%                             | 0,82%                                  |
| egyéb   | 2%                             | 0,82%                                  |

Az előző két táblázat összesítése
Amennyiben a belső keletkezésű, illetve az újlatin eredetű szavakat is mind latin–görög alapúnak tekintjük, az alapszókincs összetétele a következőképpen alakul:
| Eredet      | Arány | Megjegyzés                                            |
| ----------- | ----- | ----------------------------------------------------- |
| latin–görög | 97,5% | 23% honi + (33+4,5+2)% jövevényszó + 35% származékszó |
| arab        | 0,8%  |                                                       |
| egyéb       | 0,8%  |                                                       |

A teljes szókincs hozzávetőleges adatai a DRAE 22. kiadásának címszavai alapján
A Spanyol Királyi Akadémia értelmező kéziszótára 22. kiadásának (2001) címszóadatait figyelembe véve – nem számítva a származékszókat – a teljes szókincs eredet szerinti megoszlása a következőképpen alakul (kerekített adatok):
| Eredet                    | Címszavak száma | Aránya         | Összesítve              |
| ------------------------- | --------------- | -------------- | ----------------------- |
| latin                     | 19 000          | 68%            | latin–görög eredetű 91% |
| görög                     | 4000            | 14%            | latin–görög eredetű 91% |
| újlatin – francia – olasz | 2650 2000 650   | 9,4% 7,1% 2,3% | latin–görög eredetű 91% |
| sémi (arab)               | 1400            | 5%             | 5%                      |
| germán                    | 1000            | 3,6%           | 3,6%                    |

Megjegyzés: Az adatok csak az ismert eredetű (etimológiai magyarázatot tartalmazó) címszavak számán alapulnak; a használatban lévő tényleges szókincsre nézve nem tartalmaznak információt, így tudományos következtetések levonására nem alkalmasak.
A spanyol nyelv 100-szavas Swadesh-listája alapján
| Eredet                                      | Szavak száma | Aránya |
| ------------------------------------------- | ------------ | ------ |
| latin                                       | 97           | 97%    |
| ókelta > latin                              | 1 (caminar)  | 1%     |
| germán (> középkori latin)                  | 1 (blanco)   | 1%     |
| ismeretlen / belső keletkezésű / hangutánzó | 1 (perro)    | 1%     |

### Szövegminták alapján
Az alábbi szövegminták a ténylegesen használt szókincs eredetének megoszlására vonatkozóan nyújthatnak némi információt.
Bábel tornya (új, nemzetközi spanyol változat, 1999)

En ese entonces se hablaba un solo idioma en toda la tierra. Al emigrar al oriente, la gente encontró una llanura en la región de Sinar, y allí se asentaron. Un día se dijeron unos a otros: «Vamos a hacer ladrillos, y a cocerlos al fuego.» Fue así como usaron ladrillos en vez de piedras, y asfalto en vez de mezcla. Luego dijeron: «Construyamos una ciudad con una torre que llegue hasta el cielo. De ese modo nos haremos famosos y evitaremos ser dispersados por toda la tierra». Pero el Señor bajó para observar la ciudad y la torre que los hombres estaban construyendo, y se dijo: «Todos forman un solo pueblo y hablan un solo idioma; esto es sólo el comienzo de sus obras, y todo lo que se propongan lo podrán lograr. Será mejor que bajemos a confundir su idioma, para que ya no se entiendan entre ellos mismos». De esta manera el Señor los dispersó desde allí por toda la tierra, y por lo tanto dejaron de construir la ciudad. Por eso a la ciudad se le llamó Babel, porque fue allí donde el Señor confundió el idioma de toda la gente de la tierra, y de donde los dispersó por todo el mundo.

A fenti, általános jellegű szövegben – a két névtől (Babel és Sinar) eltekintve mindössze egyetlen nem latin származású szó található, a félig arab eredetű hasta elöljáró. Számokban kifejezve, a (nevek nélkül) 205 szót tartalmazó szövegből 1 nem latin eredetű, amely 1/205, azaz 0,4%-os arányt jelent; míg a maradék 99,6%-a latin elemekből áll.
Az emberi jogok egyetemes nyilatkozata spanyol nyelven (kihirdető rész és 1–10. cikkely)

La Asamblea General proclama la presente Declaración Universal de Derechos Humanos como ideal común por el que todos los pueblos y naciones deben esforzarse, a fin de que tanto los individuos como las instituciones, inspirándose constantemente en ella, promuevan, mediante la enseñanza y la educación, el respeto a estos derechos y libertades, y aseguren, por medidas progresivas de carácter nacional e internacional, su reconocimiento y aplicación universales y efectivos, tanto entre los pueblos de los Estados Miembros como entre los de los territorios colocados bajo su jurisdicción. [1] Todos los seres humanos nacen libres e iguales en dignidad y derechos y, dotados como están de razón y conciencia, deben comportarse fraternalmente los unos con los otros. [2] Toda persona tiene todos los derechos y libertades proclamados en esta Declaración, sin distinción alguna de raza, color, sexo, idioma, religión, opinión política o de cualquier otra índole, origen nacional o social, posición económica, nacimiento o cualquier otra condición. Además, no se hará distinción alguna fundada en la condición política, jurídica o internacional del país o territorio de cuya jurisdicción dependa una persona, tanto si se trata de un país independiente, como de un territorio bajo administración fiduciaria, no autónomo o sometido a cualquier otra limitación de soberanía. [3] Todo individuo tiene derecho a la vida, a la libertad y a la seguridad de su persona. [4] Nadie estará sometido a esclavitud ni a servidumbre, la esclavitud y la trata de esclavos están prohibidas en todas sus formas. [5] Nadie será sometido a torturas ni a penas o tratos crueles, inhumanos o degradantes. [6] Todo ser humano tiene derecho, en todas partes, al reconocimiento de su personalidad jurídica. [7] Todos son iguales ante la ley y tienen, sin distinción, derecho a igual protección de la ley. Todos tienen derecho a igual protección contra toda discriminación que infrinja esta Declaración y contra toda provocación a tal discriminación. [8] Toda persona tiene derecho a un recurso efectivo ante los tribunales nacionales competentes, que la ampare contra actos que violen sus derechos fundamentales reconocidos por la constitución o por la ley. [9] Nadie podrá ser arbitrariamente detenido, preso ni desterrado. [10] Toda persona tiene derecho, en condiciones de plena igualdad, a ser oída públicamente y con justicia por un tribunal independiente e imparcial, para la determinación de sus derechos y obligaciones o para el examen de cualquier acusación contra ella en materia penal.

A fenti, hivatalos stílusban íródott szövegben minden szó latin eredetű (beleértve a görög jövevényszavakat is a latinban), így a szöveg 100%-ban latin elemeket tartalmaz.
Spanyol népdal (Una niña se ha muerto)

Una niña se ha muerto de mal de amores / La culpa la han tenido Juan y Dolores / Madre, ¡qué linda noche, cuántas estrellas! / Abra usted la ventana, que quiero verlas / No, hija mía, no, que estás enferma / Y el aire de la noche dañarte pueda / ¿Qué es ese ruido, madre? – Son rondadores / Que es sábado y cortejan los mis amores / La voz de Juan escucho entre unos cuantos /
Mira, no te equivoques, como son tantos / No, madre mía / Porque Juan me ha jurado que me quería / Y ya no me quiere / Qué triste queda el mundo, cuando una muere / Todas irán a verla, menos Dolores / A poner en su tumba lirios y flores / Todas vendrán a verme / al cuarto mío / A besar el mi rostro pálido y frío / Dígale usted a Dolores que venga a verme / Que ella no tiene culpa si Juan la quiere / Écheme de mortaja la ropa toda / Que tenía guardada para mi boda / Después de que me hayan amortajado / Quítenme los pendientes que Juan me ha dado / Porque no crea / Que le he estado queriendo hasta que muera / Si viene Juan a verme después de muerta / No le deje usted entrar, cierre la puerta / Jueves por la mañana pasó el entierro / Juan estaba en la puerta, se metió dentro / Adela mía / Que no pensaba yo que te morías / Allá en la lejanía se escucha un tiro / Y una voz que decía: me voy contigo / Adela mía / Que no pensaba yo que te morías

A fenti, 247 szóból álló népdalban a latin eredetű szavakon kívül 4 germán elem található (ropa, guardada, valamint kétszer az Adela név), 1 arab szó (az hasta elöljáró), valamint 1 bizonytalan eredetű indoeurópai szó (tiro). Számokban kifejezve: 97,6% latin, 1,6% germán, 0,4% arab és 0,4% bizonytalan eredetű elemet tartalmaz a szöveg.

## Germán és arab jövevényszavak
Mint az előzőekből kiderült, a jövevényszavak között a két legfontosabb idegen réteget – időrendben – a germán, majd az arab elemek alkotják. Ezek között számos nemzetközi szó található (vastag szedéssel jelölve), amely nemcsak az újlatin nyelvekbe, hanem több európai nyelvbe és a magyarba is bekerült. Az alábbiakban a köznyelvben leggyakrabban használt arab és germán jövevényszavak felsorolása szerepel, zárójelben az eredeti – vagy *kikövetkeztetett – alakok feltüntetésével.

### Germán jövevényszavak
A germánból (a gót közvetítésével) eredeti jelentésük alapján a katonáskodással, fegyverekkel, háborúval kapcsolatos szavak származnak. A germán jövevényszavak száma jóval kevesebb, mint az arab eredetűeké, viszont a köznyelvben gyakrabban használatosak:
| - albergar (< gót *haibairgon) ’elszállásol’ - banda (< gót bandwo) ’banda’ - bandera (< banda) ’zászló’ - botar (< *botan) ’eldob, kidob, hajít’; ’visszapattan’ - blanco, -ca (< blank) ’fehér’ - brote (< gót *brut) ’bimbó, hajtás’ - espía (< gót *spaiha) ’kém’ - esquina (< gót *skina) ’(utca)sarok’ - falda (< frank) ’szoknya’ - fresco, -ca (< *frisk) ’friss’ - ganar (< gót *ganan) ’nyer, keres’ |  | - gripe v. (Mex.) gripa (francia közvetítéssel) ’influenza’ - guardar (< *warda) ’őriz’ - guardia (< gót *wardja) ’őrség, őr, gárda’ - guerra (< *werra) ’háború’ - jardín (< frank *gard) ’kert’ - lista ( < *lista) ’lista’ - robar (< népi lat. RAUBARE < *raubon) ’rabol’ - orgullo (< ófelnémet *urgoli vagy *orguoli) ’büszkeség’ - rico (< gót reiks) ’gazdag, kiadós; finom’ - ropa (< gót *raupa) ’ruha’ - tapa (< gót *tappa) ’fedél’ |

### Arab jövevényszavak
Az arabból főként a mezőgazdasággal, növényekkel, állatokkal és mesterségekkel kapcsolatos szavak kerültek a spanyolba. Az újlatin nyelvek közül a spanyolban van a legtöbb arab jövevényszó (számuk – a származékokkal együtt – mintegy együtt 4000-re tehető), amelyek közül leggyakrabban az alábbiakat használják a köznyelvben:
| - albañil (< al-bannā’ < gör.) ’kőműves’ - albericoque (< al-barqūq) ’sárgabarack’ - alcalde (< al-qāḍī) ’polgármester’ - alcázar (< al-qaṣr < lat. CASTRA) ’[arab építésű] erőd, vár’ - alcohol (< al-kuḥl) ’alkohol’ - aldea (< al-ḍay‘a) ’falu’ - alfombra (< al-ḥanbal) ’szőnyeg’ - algarabía (< al-‘arabiyya) ’hangzavar, lárma’ - álgebra (< lat. ALGEBRA < al-ǧabru wa-l-muqābala, al-H̱wārizmī arab tudós könyvének címe: „A rövidítés és a törés tudománya”) ’algebra’ - algodón (< al-quṭn) ’gyapot’ - algoritmo (< al-H̱wārizmī arab tudós nevéből) ’algoritmus’ - ajedrez (< aš-šiṭranǧ < pehlevi < szanszkrit) ’sakk’ - almacén (< al-maẖzan; azonos eredetű a ’magazin’ szó) ’raktár’ - almohada (< al-muẖaddah) ’párna’ - alquilar (< al-kirā’) ’bérel’ - alquitrán (< al-qaṭran) ’kátrány’ - arroz (< al-urz) ’rizs’ - azafrán (< az-zaʿfarān) ’sáfrány’ - azúcar (< as-sukkar < gör. < pehlevi) ’cukor’ |  | - azucena (< as-sūsana) ’fehér liliom’ - azul (< lāzaward < perzsa < szanszkrit) ’kék’ - cero (< k. lat. ZEPHYRUM < ṣifr) ’nulla, zérus’ - cifra (< k. lat CIFRA < ṣifr) ’számjegy’ [mint mennyiség] - garra (< ġarfa) ’karom’ - hasta (< ḥattā + lat. AD ISTA) ’-ig’; ’sőt, még’ - jabalí (< ǧabalī) ’vaddisznó’ - jarabe (< šarāb; azonos eredetű a ’szirup’ szavunk) ’szörp’ - loco, -ca (< lawqā, nőnem < alwaq) ’bolond, őrült’ - mono, -na (< maymūn) ’majom’; biz. ’szép, csinos’ - naranja (< nāranǧ < perzsa < szanszkrit) ’narancs’ - ojalá (< law šā’a l-Lāh) ’bárcsak’ - química (< al-kīmiyā < gör.) ’kémia, vegytan’ - sandía (< sindiyya, a pakisztáni Szind tartomány nevéből) ’görögdinnye’ - rehén (< rihān) ’túsz’ - zanahoria (< *safunnarya < gör.) ’sárgarépa’ - tarea (< hisp. ṭaríḥa) ’feladat, tennivaló’ - tarifa (< ta‘rīfa) ’díjtáblázat, tarifa’ - zumo (< zūm < görög) ’lé, nedv’ |

E szavak közül néhányat csak Spanyolországban használnak, illetve értenek, és többnek van latin eredetű szinonimája is.

## A spanyolországi és a latin-amerikai spanyol szókincs
A szókincsbeli különbségek részletes ismertetésére e szócikk keretein belül nincsen mód, így csak a lényegesebb szempontok áttekintésére szorítkozunk. A művelt spanyol nyelvi norma viszonylag egységes, így az alapvető szókincsben nincsenek a két kontinensen beszélt spanyol nyelvváltozatok között olyan éles különbségek, hogy a mindennapi érintkezés szintjén két beszélő ne értené meg egymást. Az eltérések főleg a népies, illetve a bizalmas nyelvben, a szlengben jelentkeznek: mondhatni minden spanyol nyelvű országnak megvan a saját szlengje, de még országokon belül is lehetnek területi különbségek bizonyos szavak használatában.
A mindennapi szóhasználatban míg például a spanyolok a ¡vaya! (’menjen!’) indulatszót használják a csodálkozás kifejezésére, addig Mexikóban azt mondják, hogy ¡órale! (’most neki!’); vagy például Spanyolországban úgy veszik fel a telefont, hogy diga, dígame (’mondja!’) vagy egyszerűen sí (’igen’), Kolumbiában azt mondják, hogy a ver (’lássuk’) vagy aló (’halló’), Mexikóban pedig bueno (’jó’) stb. Spanyolországban a conducir igével vezetnek autót, Latin-Amerikában pedig a manejar (’kezel’) ige használatos. Érdekesség, hogy pl. a coger ige Spanyolországban az egyszerű ’(meg)fogni’ jelentéssel bír, azonban Latin-Amerikában elsődlegesen durva szó, amely a nemi közösülésre utal, ezért használata ott kerülendő.
Mint arról már szó volt az előzőekben, a latin-amerikai spanyolban jóval kevesebb arabizmust használnak, mint a spanyolországi nyelvváltozatokban: például az albaricoque (’sárgabarack’), alcázar (’arab építésű erőd’), aldea (’falu’) szavak, melyek Spanyolországban teljesen közhasználatúak, a latin-amerikaiak számára ismeretlenek. Ugyanakkor az amerikai nyelvhasználatban az USA kereskedelmi befolyása miatt terjednek az angol átvételek.
Az őslakos indián népektől származó átvételek is főleg a népies nyelvre jellemzőek, azonban van közöttük néhány nemzetközi szó is, amelyet a spanyol nyelv közvetítésével ismerhetett meg a világ: ilyenek pl. a chocolate (’csokoládé’), a cacao (’kakaó)’, az huracán (’hurrikán’) stb.

## Szókincsbeli egyezés a többi újlatin nyelvvel

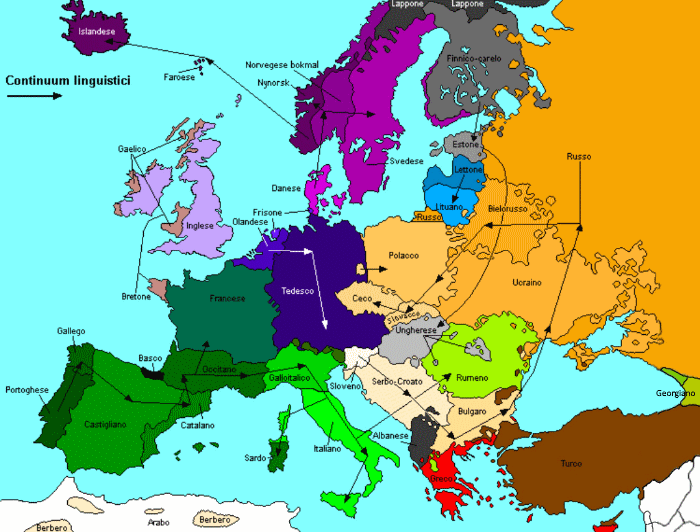
Dialektuskontinuumok Európában: az újlatin nyelvek a zöld szín árnyalataival vannak jelölve.

A spanyol a tőle nyugatabbra elhelyezkedő asztúriai–leóni dialektusokkal, a galiciaival és portugállal, valamint a tőle keletre beszélt aragóniaival és katalánnal az ún. újlatin dialektuskontinuum legnyugatibb részét alkotja. A katalántól ez kelet felé folytatódik az okcitánnal, a rétoromán dialektusokkal, majd az északolasz nyelvjárásokkal, a sztenderd olasszal, dél-itáliai dialektusokkal (beleértve a nápolyi és a szicíliai nyelvet), s végül a szárddal. A dialektuskontinuumban az egymáshoz közelebb eső nyelvek között általában magasabb fokú kölcsönös érthetőség áll fenn, mint a távolabbi területeken beszéltekkel, főleg írásban. A spanyol nyelv esetében – az Ethnologue nyelvkatalógus által szolgáltatott adatok szerint – az alábbi szókincsbeli egyezés mutatható ki a többi újlatin nyelvvel:
| Spanyol | Portugál | Katalán | Olasz | Szárd | Francia | Rétoromán | Román |
| ------- | -------- | ------- | ----- | ----- | ------- | --------- | ----- |
| Spanyol | 89%      | 85%     | 82%   | 76%   | 75%     | 74%       | 71%   |

Érdekességként megemlítendő, hogy sok esetben egyazon nyelv területi változatai között kisebb a kölcsönös érthetőség, mint két újlatin nyelv sztenderd változata között: például a logudorói és a campidanói szárd nyelvjárások között mindössze 73%-os a szókincsbeli egyezés, a sztenderd spanyol és a sztenderd olasz nyelváltozatok közötti 82%-kal szemben.

## Érdekesség
A spanyol és olasz nyelv tanulói számára megtévesztő lehet több olyan szó, amelyet mindkét nyelvben használnak, viszont teljesen eltérő jelentéssel: ezek az ún. hamis barátok. Néhány példa az alábbi táblázatban látható.
| Spanyol szó és jelentése             | Olasz szó és jelentése    | Eredet                |
| ------------------------------------ | ------------------------- | --------------------- |
| caro ’drága’ [sokba kerül]           | caro ’drága, kedves’      | < lat. CARUS          |
| guardar ’(meg)őriz’                  | guardare ’néz’            | < germán              |
| haber ’van, létezik’, ’kell’         | avere ’neki van’          | < lat. HABERE         |
| querer ’akar, kíván, óhajt; szeret’  | chiedere ’kér, megkérdez’ | < lat. QUÆRERE        |
| se ’magát/magukat; magának/maguknak’ | se ’ha’                   | < lat. SE és SI       |
| si ’ha’                              | si ’magát/magukat’        | < lat. SI és SE, SIBI |
| tener ’neki van’                     | tenere ’(meg)tart, fog’   | < lat. TENERE         |
| tras ’mögött, után; miután’          | tra ’között’              | < lat. TRANS és INTRA |